# Ширинли, Вугар Тофик оглы
Вугар Тофик оглы Ширинли (азерб. Vüqar Tofiq oğlu Şirinli; род. 14 сентября 1992) — азербайджанский дзюдоист, победитель летних Паралимпийских игр 2020 в Токио, бронзовый призёр чемпионатов Европы 2016 в командном турнире, победитель Гран-при Ташкента (2017), бронзовый призёр Гран-при Самсуна (2013), серебряный призёр турнира Большого шлема в Баку (2014), победитель Гран-при Баку среди слепх и слабовидящих (2019) и бронзовый призёр Гран-при Баку среди слепых и слабовидящих (2021).

## Биография
Вугар Ширинли родился 14 сентября 1992 года.
В 2013 году он стал бронзовым призёром Гран-при Самсуна. В следующем году Ширинли выиграл серебро на турнире Большого шлема в Баку.
В 2016 году выступил на чемпионате Европы в Казани, где в командном турнире занял третье место. В 2017 году Ширинли стал победителем Гран-при Ташкента.
В 2018 году на чемпионате мира в Португалии Ширинли в составе мужской сборной Азербайджана стал бронзовым призёром командного турнира.
В 2019 году Вугар Ширинли стал победителем Гран-при Баку среди слепых и слабовидящих.
В мае 2021 года Ширинли стал бронзовым призёром Гран-при Баку среди слепых и слабовидящих.
В этом же году на летних Паралимпийских играх 2020 в Токио Ширинли принёс сборной Азербайджана второе золото по дзюдо в первый день соревнований. В первом поединке победил Реджепа Чифтчи из Турции, а далее — Алекса Бологу из Румынии. В финале Ширинли одолел Ануара Сариева из Казахстана и выиграл золото на дебютных для себя Паралимпийских играх.
Распоряжением президента Азербайджанской Республики Ильхама Алиева от 6 сентября 2021 года Вугар Ширинли за высокие достижения на XVI летних Паралимпийских играх в Токио и заслуги в развитии азербайджанского спорта был награждён орденом «За службу Отечеству I степени».
4 декабря 2023 года выиграл серебряную медаль на Гран-при в Токио. В феврале 2024 года спортсмен снова стал вторым на Гран-при в немецком Гейдельберге, уступив в финале дзюдоисту с Украины.